# Nezvratný osud (filmová série)
Nezvratný osud (v anglickém originále Final Destination) je americká série filmových hororů uvedených do kin mezi lety 2000 a 2025.

## Dějová struktura
V těchto hororech nejde o to, že lidi zabíjí nějaká bytost, jde po nich sama smrt. Na začátku filmu vždy někdo dostane předtuchu, že se na určitém místě stane nehoda a zahynou lidé. Nositel předtuchy začne panikařit a tím spustí vlnu rozruchu, v jejímž důsledku několik lidí spolu s ním místo opustí a vyhne se tak smrti. Po nějakém čase se ovšem smrt začne znovu hlásit o životy lidí, kteří takto unikli svému osudu. Při různých příležitostech tak dochází k sérii jednotlivých smrtelných nehod, např. v podobě záludných nožů, kamene a sekačky, ostrého háku nebo požáru, a skupina přeživších hledá způsob, jak neodvratný osud opět přelstít.

## Filmy

### Nezvratný osud(2000)
První film Nezvratný osud (Final Destination, 2000) režíroval James Wong. Na scénáři se podíleli Glen Morgan, James Wong a Jeffrey Reddick. Společnost New Line Cinema jej uvedla do amerických kin 17. března 2000, v českých jej premiérovala 26. října téhož roku distribuční společnost Space Films.
Alex Browing má v letadle předtuchu o velké letadlové havárii. Vyvolá v letadle ohromnou paniku a několik studentů vystoupí. V hale se začne Alex prát s Carterem, jedním ze zachráněných, až do doby, kdy letadlo skutečně vybuchne a tlaková vlna rozbije v hale okno. Brzy začnou lidé umírat v pořadí, v jakém měli zemřít v letadle.

### Nezvratný osud 2(2003)
Tři roky po prvním snímku následovalo pokračování Nezvratný osud 2 (Final Destination 2, 2003) v režii Davida R. Ellise podle scénáře Jonathana Mackye Grubera a Erica Bresse. Americkou premiéru měl 31. ledna 2003, českou pak 10. dubna téhož roku.
Rok po havárii letu 180 se Kimberly Cormanové zdá na dálnici 25, že se stane ohromná havarie. Zablokuje cestu, aby zachránila životy všech lidí, ovšem své auto se svými kamarády nestihne zachránit. Potom jdou pro Clear Riversovou, jedinou z přeživší z letu 180. Clear vezme Kimberly a jednoho policistu k muži pracujícímu v krematoriu a ten jim poradí že „za každý nový život smrt, za každou smrt nový život, nový život může narušit plán smrti“. Kimberly smrt oklame: musí zemřít a znovu ožít (utopením, a probráním).

### Nezvratný osud 3(2006)
S třetím filmem série Nezvratný osud 3 (Final Destination 3, 2006) se opět k režii vrátil James Wong, který opět ve spolupráci s Glenem Morganem připravil i scénář. Společnost New Line Cinema film uvedla do amerických kin 10. února 2006.
Wendy dostane předtuchu na horské dráze (The Devil's flight). Je to 5 let po hrůzách letu 180.

### Nezvratný osud 4(2009)
Po další tříleté odmlce přišel se snímkem Nezvratný osud 4 (Final Destination 4, 2009) opět režisér druhého filmu David R. Ellis a scenárista Eric Bress. Jde o první film série, který byl natočen technologií 3D. Do kin jej uvedla společnost Warner Bros., a to v USA 28. srpna 2009 a v České republice 15. října téhož roku.
Nick Bannon jde se svými přáteli na závody Nascar a tam dostane předtuchu. Smrt se vrací po 4 letech.

### Nezvratný osud 5(2011)
Pátý film v sérii Nezvratný osud 5 (Final Destination 5, 2011) režíroval nově Steven Quale, scénář napsal Eric Heisserer. Film byl opět natočen a promítán 3D technologií. Distribuční společnost Warner Bros. jej uvedla do amerických kin 12. srpna 2011 a do českých 8. září téhož roku.
Sam dostane předtuchu na mostě, kde zachrání sedm životů, ale smrt je nenechá dlouho naživu.

### Nezvratný osud: Pokrevní linie(2025)
Šestý film v sérii Nezvratný osud 6 (Final Destination 2025) režíroval nově Steven Quale, scénář napsal Eric Heisserer. Film byl opět natočen a promítán 3D technologií. Distribuční společnost Warner Bros.